# Закаливание организма
Зака́ливание органи́зма — метод физиотерапии. Основан на воздействии на организм человека различными природными факторами (воздухом, водой, солнцем, низкими и высокими температурами относительно температуры тела и пониженным атмосферным давлением), с целью повышения функциональных резервов организма и его устойчивости к неблагоприятному воздействию этих факторов. Закаливание следует рассматривать как попытку приблизить образ жизни человека к естественному, не дать угаснуть врождённым адаптационным способностям организма.

## История
Закаливание в России стало популярным в начале XX века после выхода книги Мюллера «Моя система».

## Описание
Сторонники закаливания считают, что их подход приводит к оздоровлению. В основе закаливающих процедур лежит многократное воздействие тепла, охлаждения и солнечных лучей. При этом у человека постепенно вырабатывается адаптация к внешней среде. В процессе закаливания совершенствуется работа организма, улучшаются физико-химическое состояние клеток, деятельность всех органов и их систем. В результате закаливания увеличивается работоспособность, снижается заболеваемость, особенно простудного характера, улучшается самочувствие.
В качестве закаливающих процедур широко используется пребывание и занятие гимнастикой на свежем воздухе, а также водные процедуры (обтирание, обливание холодной водой, купание, контрастный душ, недолгие погружения в холодные ванны или воду).
Одна из экстремальных закаливающих процедур — моржевание или зимнее плавание (плавание в ледяной воде) имеет ряд противопоказаний и может оказаться фатальным.
При длительных перерывах в закаливании его эффект снижается или теряется совсем.
Начинать закаливание (любое) нужно только после посещения и проверки врача, так как закаливание — это тренировка, а не лечение, и людям с заболеванием и со слабым иммунитетом подобные процедуры могут быть противопоказаны. Также при длительных погружениях в холодную воду желательно закрывать гениталии.
Спортсмены используют закаливание (англ. cold water immersion — «погружение в холодную воду») для ускорения восстановления работоспособности мышц в периоды тренировок. При этом в 2010-х учёные выявили потенциальный вред регулярного закаливания для адаптации организма к силовым тренировкам и потенциальную пользу для адаптации к тренировкам на выносливость. На 2021 год подтверждено ухудшение адаптации к силовым тренировкам при регулярном закаливании путём погружения спортсмена в холодную воду2021.